# Jagoda Buić
Jagoda Buić   (Split, 14 de març de 1930 - Venècia, 17 d'octubre de 2022) és una artista tèxtil croata, coneguda especialment per les seves instal·lacions monumentals a base de tapissos.
Ha exposat durant anys les seves obres tèxtils monumentals en mostres d'art i museus d'art contemporani de tot el món, fent-se coneguda per les seves grans instal·lacions a base de cordills, cànem o llana i per l'experimentació amb textures i espais inusuals. Des de la dècada de 1970, juntament amb Magdalena Abakanowicz, es reconeix com una de les artistes més destacades en la creació d'art contemporani amb tèxtil.
Des de la dècada de 1980 ha experimentat també amb metalls i amb les qualitats tàctils de diversos materials. També ha recorregut a l'ús de collage, cartró, paper, llana...
Ha guanyat diversos premis pel seus treballs, com el Gran Premi a la Biennal de São Paulo, el Premi Herder (1976) o el Premi Vladimir Nazor (2014).